# Kubak Belarusi (calcio a 5)
La Kubak Belarusi (in bielorusso Кубак Беларусi?) è una competizione calcettistica riservata a squadre maschili affiliate alla Federazione calcistica della Bielorussia, ente organizzatore della manifestazione. È il secondo torneo di calcio a 5 per importanza della Bielorussia dopo la massima divisione del campionato nazionale.

## Storia
La  Coppa della Bielorussia è stata istituita nel 1991, un anno più tardi del campionato nazionale, ed è storicamente più equilibrata in virtù della formula a eliminazione diretta. La prima edizione fu vinta dal Chimik Gomel, che però non bissò mai il successo. La squadra più titolata è il Dorožnyk di Minsk che, tra il 1999 e il 2017 ha vinto sette edizioni; seguono lo scomparso Mapid Minsk con cinque titoli vinti tra il 2003 e il 2016 e il Viten che, tra il 2008 e il 2024, ne conquistò quattro.

## Albo d'oro
- 1991:  Chimik Gomel (1)
- 1992:  Atlant Minsk (1)
- 1992-1993:  Stroizakaz (1)
- 1993-1994:  Elita (1)
- 1994-1995:  Stroizakaz (2)
- 1995-1996:  Elita-Talan (2)
- 1996-1997:  Veras Njasviž (1)
- 1997-1998:  Veras Njasviž (2)
- 1998-1999:  Dorožnyk (1)
- 1999-2000:  Simurg (1)
- 2000-2001:  Simurg (2)
- 2001-2002:  Simurg (3)
- 2002-2003:  Mapid Minsk (1)
- 2003-2004:  Dorožnyk (2)
- 2004-2005:  Dorožnyk (3)

- 2005-2006:  Dorožnyk (4)
- 2006-2007:  Dorožnyk (5)
- 2007-2008:  Dorožnyk (6)
- 2008-2009:  Viten (1)
- 2009-2010:  Viten (2)
- 2010-2011:  Mapid Minsk (2)
- 2011-2012:  Mapid Minsk (3)
- 2012-2013:  Mapid Minsk (4)
- 2013-2014:  BC Gomel (1)
- 2014-2015:  Stalìca Minsk (1)
- 2015-2016:  Mapid Minsk (5)
- 2016-2017:  Dorožnyk (7)
- 2017-2018:  Viten (3)
- 2018-2019:  LidSelmash Lida (1)
- 2019-2020:  BC Gomel (2)

- 2020-2021:  VRZ Gomel (1)
- 2021-2022:  BC Gomel (3)
- 2022-2023:  Stalìca Minsk (2)
- 2023-2024:  Viten (4)
- 2024-2025:  VRZ Gomel (2)